# イーサン・サプリー
イーサン・サプリー（Ethan Suplee、1976年5月25日 - ）は、アメリカ合衆国ニューヨーク市マンハッタン生まれの俳優である。

## 来歴
1976年、サプリーはブロードウェイなどの舞台で活動していた俳優の両親の元、ニューヨーク市マンハッタンに生まれる。母親は演劇の先生でもあった。家族はサプリーが1歳の時にロサンゼルスへ移る。
高校の演劇ですでに演技を始めていたサプリーは、16歳の時に友人であったジョバンニ・リビシに薦められて演技クラスを専攻する。その後、ケヴィン・スミス監督でジェイソン・リーやベン・アフレック出演のコメディ映画「モールラッツ」で映画デビュー。その出演をきっかけでその後のスミス監督のいくつかの作品にも顔を出している。1994年からは、日本でも放映された人気テレビシリーズ「ボーイ・ミーツ・ワールド」に何度かゲスト出演した。太った体格を生かした役柄が多く、多くのスターたちとの共演を果たしている。

### 私生活
2006年の夏、ジェフリー・ルイスの娘でジュリエット・ルイスの妹であるブランディ・ルイスと結婚。従ってジュリエット・ルイスは義理の姉にあたる。現在は四児の父親（うち2人はブランディと前夫との子）である。同じく俳優のレオナルド・ディカプリオやルーカス・ハースなどとは仲が良く、2014年にサプリー自身も出演した『ウルフ・オブ・ウォールストリート』のプロモーションでディカプリオ、ジョナ・ヒルらが来日した際には一行に同行している。

## 主な出演作品

### 映画
| 公開年 | 邦題 原題                                                               | 役名                     | 備考   |
| ------ | ----------------------------------------------------------------------- | ------------------------ | ------ |
| 1995   | モールラッツ Mallrats                                                   | ウィリアム               |        |
| 1997   | チェイシング・エイミー Chasing Amy                                      | ファン                   |        |
| 1998   | ウェルカム・バクスター Desert Blue                                      | ケイル                   |        |
| 1998   | アメリカン・ヒストリーX American History X                              | セス・ライアン           |        |
| 1999   | ドグマ Dogma                                                            | ノーマン                 | 声のみ |
| 2000   | ロード・トリップ Road Trip                                              | エド                     |        |
| 2000   | タイタンズを忘れない Remember the Titans                                | ルイ                     |        |
| 2001   | ブロウ Blow                                                             | トゥナ                   |        |
| 2001   | エボリューション Evolution                                              | ディーク                 |        |
| 2002   | ジョンQ -最後の決断- John Q                                             | マックス・コンリン       |        |
| 2002   | シリコンバレーを抜け駆けろ! The First $20 Million Is Always the Hardest | カーティス・リース       |        |
| 2003   | コールド マウンテン Cold Mountain                                       | パングル                 |        |
| 2004   | バタフライ・エフェクト The Butterfly Effect                             | Thumper                  |        |
| 2004   | トレジャー・ハンターズ/進め笑劇冒険王 Without a Paddle                  | エルウッド               |        |
| 2006   | アートスクール・コンフィデンシャル Art School Confidential              | ヴィンス                 |        |
| 2006   | クラークス2/バーガーショップ戦記 Clerks II                              | ティーン#2               |        |
| 2006   | ファウンテン 永遠につづく愛 The Fountain                                | マニー                   |        |
| 2007   | Mr.ウッドコック -史上最悪の体育教師- Mr. Woodcock                       | ネダーマン               |        |
| 2008   | ファンボーイズ Fanboys                                                  | ハリー・ノウルズ         |        |
| 2009   | マイ・ブラザー Brother                                                  | スウィーニー             |        |
| 2010   | アンストッパブル Unstoppable                                            | デューイ                 |        |
| 2013   | ウルフ・オブ・ウォールストリート Wold of Wall Street                    | トビー・ウェルチ         |        |
| 2015   | トゥルー・ストーリー True Story                                         |                          |        |
| 2016   | バーニング・オーシャン Deepwater Horizon                                | ジェイソン・アンダーソン |        |
| 2019   | マザーレス・ブルックリン Motherless Brooklyn                            | ギルバート・コニー       |        |
| 2020   | ザ・ハント The Hunt                                                     | ゲイリー                 |        |
| 2023   | 神は銃弾 God Is a Bullet                                                | ガター                   |        |

### テレビシリーズ
| 放映年    | 邦題 原題                                     | 役名                      | 備考                                 |
| --------- | --------------------------------------------- | ------------------------- | ------------------------------------ |
| 1994–1998 | ボーイ・ミーツ・ワールド Boy Meets World      | フランキー                | 19エピソード                         |
| 2004      | サード・ウォッチ Third Watch                  | アーロン                  | シーズン6 第4話 "Obsession"          |
| 2005-2009 | マイネーム・イズ・アール My Name Is Earl      | ランディ                  | 96エピソード                         |
| 2005,2010 | アントラージュ★オレたちのハリウッド Entourage | 本人                      | 2エピソード                          |
| 2011-2013 | シングルパパの育児奮闘記 Raising Hope         | アンドリュー              | 5エピソード                          |
| 2012      | メン・アット・ワーク Men at Work              | ダン                      | シーズン1 第2話 "Milo Full of Grace" |
| 2016-     | The Ranch ザ・ランチ The Ranch                | Officer Billy "Beer Pong" | Netflixで配信                        |
| 2017      | ツインピークス The Return Twin Peaks          | ビル・シェイカー          | シーズン3 "第4章"                    |

## 参照
1. ↑  “イーサン・サプリー、4月には4人のパパに”. シネマトゥデイ. (2006年11月24日) 2013年3月19日閲覧。